# ロナルド・スミス

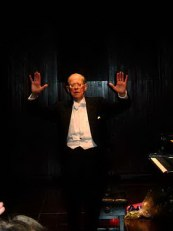
ロナルド・スミス

ロナルド・バートラム・スミス（Ronald Bertram Smith, 1922年1月3日 - 2004年5月27日）は、イギリスのピアニスト、作曲家、教師。ロンドン出身。
ロマン派のピアノ音楽を好んだが、特にシャルル＝ヴァランタン・アルカンの音楽に思い入れが強く、伝記も執筆した。イギリスのアルカン協会会長を長年務めた。
長年、キングス・スクールのカンタベリー校でピアノの教師を務めた。門人にフレディ・ケンプがいる。
ケント州のソルトウッドで没した。